# Kangina
Kangina é um Método antigo usado na preservação de uvas no Afeganistão

## Descrição
Os afegãos desenvolveram esse método de preservação de alimentos, que usa contêineres de palha de lama e é conhecido como Kangina, séculos atrás no norte rural do Afeganistão, As uvas são armazenadas por até seis meses. Em aldeias como a de Ahmadi, perto da capital, a tradição é mantida viva por um bom motivo.

## Funcionamento
A lama rica em argila, cuja vedação impede a entrada do ar e da umidade como um Tupperware ou saco ziplock, protege a fruta do frio do inverno e funciona melhor com certos tipos de uvas.
1. https://www.megacurioso.com.br/estilo-de-vida/117440-conheca-a-gangina-tecnica-afega-de-conservar-uvas-por-6-meses.htm